# Esteticisme

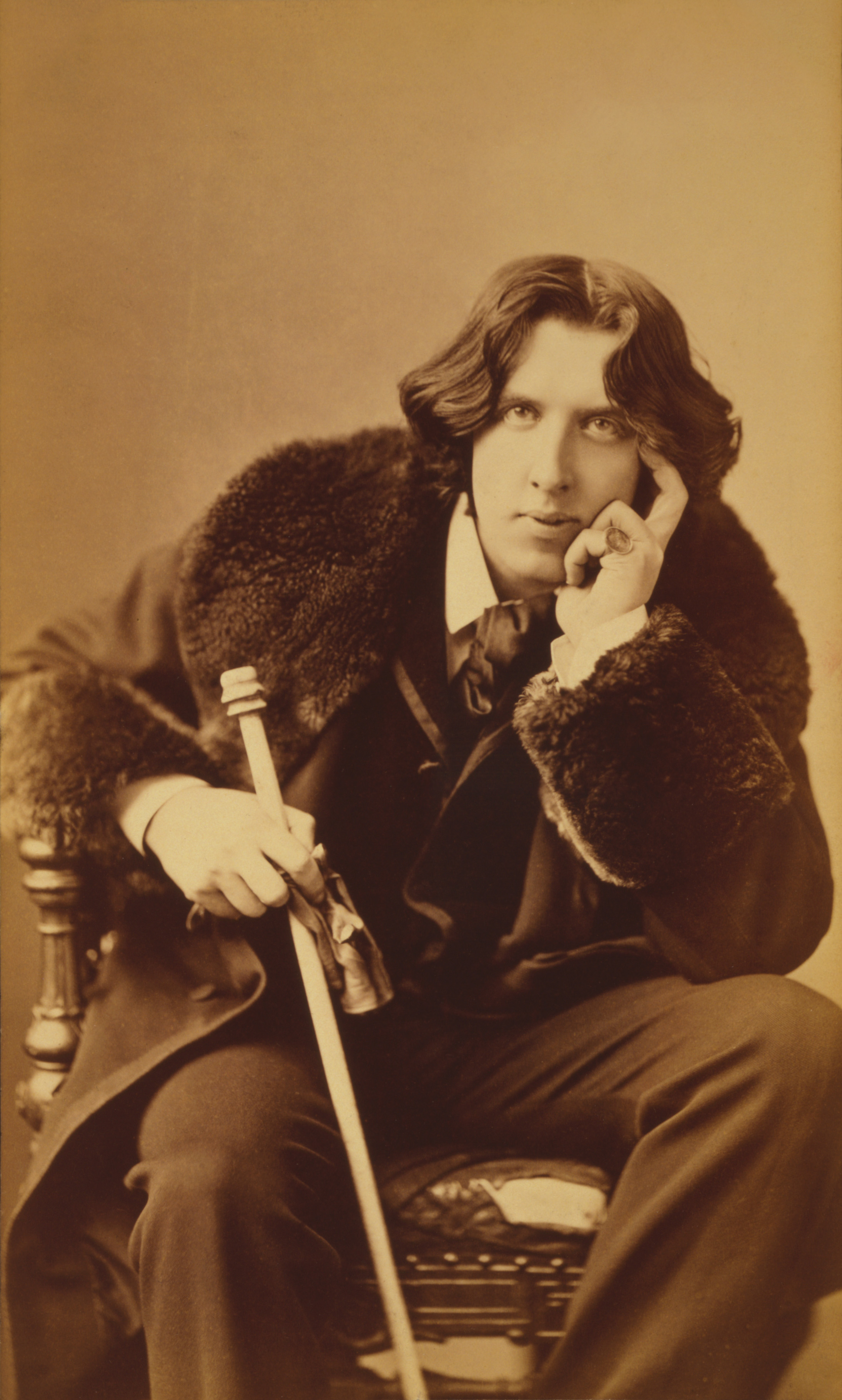
Oscar Wilde

L'esteticisme va ser un moviment artístic anglès de finals del segle xix, basat en la doctrina que l'art existeix per a benefici de la seva exclusiva bellesa i que aquesta ha de ser elevada per sobre de la moral i dels temes socials. Representa les mateixes tendències que el simbolisme, i en particular el decadentisme, nascuts a França, de manera que podria ser considerat com la branca anglesa d'aquests moviments.
Es va originar com a oposició a la filosofia utilitarista imperant, i contra la lletjor i materialisme aparents de l'època industrial. Els seus fonaments filosòfics van ser assentats per Immanuel Kant, que va proposar que les normes estètiques podien ser separades de la moralitat, la utilitat o el plaer.
Els escriptors britànics decadents van ser influenciats per Walter Pater i els seus escrits, en els quals va establir que la vida ha de ser viscuda intensament, seguint com a ideal la bellesa. Els seus estudis en la història del Renaixement es van convertir en la bíblia dels joves cercadors de l'art. James McNeill Whistler, Oscar Wilde i Stéphane Mallarmé van avivar el patró de refinament del corrent amb delicada sensibilitat, potser, fins al seu punt més alt. És la concepció de l'art per l'art.
D'altra banda, els principis amb què s'associa l'esteticisme no es limiten al segle xix, sinó que s'estenen també en el segle XX amb exponents en la crítica literària com el nord-americà Harold Bloom. En la seva obra, s'ha oposat a la projecció d'ideologia política i social en l'anàlisi d'obres literàries, que ha identificat com un dels problemes principals dels departaments d'humanitats.

## Inicis del moviment
Els escriptors decadentistes del Regne Unit –el país on es va formar aquest moviment– van rebre notable influència dels assaigs de Walter Pater, professor a Oxford, publicats durant els anys de 1867–68. En aquests, figura la idea que la vida s'ha de viure intensament d'acord amb un ideal de bellesa col·lectiu. El seu text Studies in the History of the Renaissance ('Estudis sobre la història del Renaixement'), de 1873, era una obra de capçalera dels joves amb voluntat artística de darreries del segle xix. Els escriptors pertanyents al moviment decadentista feien servir l'eslògan "art per l'art" (Art for Art's Sake, en llengua anglesa, o L'amour pour l'art en francès), l'origen del qual és incert. Segons algunes fonts, va ser una invenció del filòsof Victor Cousin, tot i que Angela Leighton, en la seva obra On Form: Poetry, Aestheticism and the Legacy of a Word (2007), l'atribueix a Benjamin Constant el 1804. Generalment, es considera que va ser Théophile Gautier qui la va posar de moda a França, interpretant que la frase suggereix que no existeix cap vincle real entre l'art i la moral. En concret, la frase apareix al prefaci de La Mademoiselle de Maupin (1835).
Els artistes i autors d'aquest corrent solien professar que les arts haurien de donar-nos plaer sensual, en lloc de ser el vehicle de missatges morals o sentimentals. Conseqüentment, no acceptaven la idea de John Ruskin i Matthew Arnold, que afirmava que l'art havia de ser moral o útil. Per contra, creien que l'art no contenia cap propòsit didàctic, sinó que tan sols havia de perseguir la bellesa. En aquest sentit, es pot considerar la sentència d'Oscar Wilde segons la qual "tot art és completament inútil", i que apareix en El retrat de Dorian Gray. Els esteticistes van desenvolupar un culte de la bellesa, que consideraven el factor essencial de l'art. La vida ha de copiar l'art, segons la seva màxima. Consideraven la natura com quelcom d'imperfecte i desproveït de propòsit en comparació amb l'art.
Les principals característiques de l'estil són suggerir en lloc d'afirmar, la sensualitat, la preferència pels símbols i els efectes de sinestèsia, és a dir, correspondència entre paraules, colors i música.

## Literatura de l'esteticisme
Entre els antecessors del moviment estètic, figuren John Keats i Percy Bysshe Shelley, conjuntament amb alguns dels prerafaelites. A Gran Bretanya, els seus majors exponents van ser Oscar Wilde i Algernon Charles Swinburne, ambdós sota la influència del simbolisme francòfon, i James McNeill Whistler i Dante Gabriel Rossetti. L'estil comú d'aquests poetes els feren objecte de sàtira a mans de Gilbert i Sullivan en la seva òpera còmica Patience i en altres obres com el drama The Colonel de F. C. Burnand, i en revistes satíriques com Punch.
Els principals escrits literaris relacionats amb aquest moviment són À rebours (J. K. Huysmans, 1884), El retrat de Dorian Gray (Oscar Wilde, 1890) i Hedda Gabler (Henrik Ibsen, 1891).
La novel·la Sinister Street, de Compton Mackenzie, parla de l'arquetip de l'artista esteticista com una de les fases per les quals el seu protagonista ha de passar influït per altres decadents més grans que ell. Evelyn Waugh, que de jove havia estat un membre de la societat d'estetes d'Oxford, va fer més endavant paròdies de la tipologia esteticista, però també des de la perspectiva d'un antic associat al moviment. Altres noms que van estar relacionats amb aquest ambient són els de Robert Byron, Evelyn Waugh, Harold Acton, Nancy Mitford, A. E. Housman i Anthony Powell.

## En les arts plàstiques
Entre els artistes relacionats amb l'esteticisme, es poden anomenar James McNeill Whistler, Dante Gabriel Rossetti i Aubrey Beardsley. Tot i que Edward Burne-Jones va veure la seva obra exhibida a la Grosvenor Gallery, l'indret que acollia i promovia aquest moviment, no se sol incloure dins d'aquesta categoria, per la seva inclusió d'elements narratius i per la presència d'elements moralistes i sentimentals, que per definició queden exclosos de la idea fonamental d'esteticisme.